# The View (노래)
《The View》는 2011년 9월에 발매된 루 리드의 노래이다. 워너 브로스 레코드에 의해 발매되었다.

## 곡 목록
| #  | 제목         | 재생 시간 |
| -- | ------------ | --------- |
| 1. | 〈The View〉 | 5:17      |